# اوربی‌فلوکساسین
اوربی‌فلوکساسین(به انگلیسی: Orbifloxacin) (نام تجاری Orbax ) یک آنتی‌بیوتیک فلوئوروکینولونی است که برای استفاده در سگ‌ها تأیید شده‌است  و توسط Health Schering-Plow Animal Animal به بازار عرضه می‌شود. 